# Horne Sogn (Varde Kommune)
Horne Sogn ist eine Kirchspielsgemeinde (dän.: Sogn) im südlichen Dänemark. Bis 1970 gehörte sie zur Harde Øster Horne Herred im damaligen Ribe Amt, danach zur Varde Kommune im erweiterten Ribe Amt, die im Zuge der  Kommunalreform zum 1. Januar 2007 in der „neuen“  Varde Kommune in der Region Syddanmark aufgegangen ist.
Im Kirchspiel leben 1137 Einwohner, davon 473 im Kirchdorf (Stand:1. Januar 2023). Im Kirchspiel liegt die Kirche „Horne Kirke“.
Nachbargemeinden sind im Norden Strellev Sogn, im Nordosten Ølgod Sogn, im Osten Tistrup Sogn, im Südosten Thorstrup Sogn, im Süden Varde Sogn und im Westen Lunde Sogn und Kvong Sogn, sowie in der benachbarten Ringkøbing-Skjern Kommune im Nordwesten Lyne Sogn.